# Tour Sunwah
La  tour Sunwah  est un gratte-ciel d'Hô Chi Minh-Ville, au Viêt Nam. Il est situé sur la rue de Nguyen Hue. Le bâtiment comporte 21 étages et 3 sous-sols utilisés pour se garer.
Il y a 6 ascenseurs pour les clients et 1 pour la marchandise seulement. Ouverte en 1995, cette tour est restée la plus haute du Viêt Nam, avec 92 mètres, jusqu'à l'ouverture du Saigon Centre (106 mètres).